# 長谷川徳七
長谷川 徳七（はせがわ とくしち、1939年 - ）は、日本の画商。株式会社日動画廊代表取締役社長。
東京都生まれ。父は日動画廊創業者長谷川仁。1964年、慶應義塾大学法学部政治学科を卒業し住友銀行東京支店に入行。1965年、同行を退行し日動画廊に入社。1976年より現職。全国洋画商連盟会長、全国美術商連合会会長を歴任。1979年芸術文化勲章オフィシェ、1998年芸術文化勲章コマンドールをそれぞれフランス政府より受章。

## 著作
- 『私が惚れて買った絵―セザンヌ・モネ・ピカソ…』日動出版部 1999
- 『画商の「眼」力―真贋をいかにして見抜くのか』講談社 2009

## 関連記事
- 佐伯祐三贋作事件